# Râul Lăpușnicu
Râul Lăpușnicu este un curs de apă, afluent al râului Nera. 